# Hillerød GI Bordtennis
Hillerød GI Bordtennis er en bordtennisklub i Hillerød med næsten 200 medlemmer, som holder til i FrederiksborgCentret. Klubben blev grundlagt i 1961 og har i årenes løb opfostret mange danmarksmestre og landsholdsspillere. Ungdomsafdelingen er blandt Danmarks største og tilbyder elitetræning - eventuelt kombineret med skolegang i Hillerød kommunes Eliteklasser.
I klubbens lokaler i FrederiksborgCentret findes 14 stationære borde på rødt taraflex gulv. Der tilbydes træningshold på alle niveauer - handicap, pensionister, motionister, ungdom og elite. Ved DBTU’s årsmøde i 2007 blev Hillerød GI Bordtennis valgt som ‘Årets klub i Danmark’. Hvert år afholder klubben "Danish International" - et stort stævne for ungdomsspillere med både hold- og individuel turnering.
I sæson 2019/20 spiller klubbens bedste herrehold i landets bedste række, Bordtennisligaen, herrer. Klubbens bedste damehold spiller også i landets bedste række, BordtennisLigaen, damer. Dameholdet deltager desuden i EuropaCup for kvinder (ETTU).

## Nuværende spillertrup, herrer
| Nr. | Land            | Position | Spiller               |
| --- | --------------- | -------- | --------------------- |
|     | Sverige         |          | Anton Andersson       |
|     | Sverige         |          | Christoffer Kjelsson  |
|     | Sverige         |          | Hugo Törngren         |
|     | Danmark         |          | Daniel Simonsen       |
|     | Kinesisk Taipei |          | Liao Cheng-Ting       |
|     | Sverige         |          | Marius Dam            |
|     | Qatar           |          | Mohammed Abdulhussein |
|     | Danmark         |          | Patrick Skarsholm     |

Oversigt sidst opdateret: 28. august 2019.

## Nuværende spillertrup, damer
| Nr. | Land    | Position | Spiller                 |
| --- | ------- | -------- | ----------------------- |
|     | Danmark |          | Laura Schyberg          |
|     | Danmark |          | Mie Skov                |
|     | Sverige |          | Nomin Baasan            |
|     | Sverige |          | Petra Gummesson Sörling |
|     | Danmark |          | Pia Toelhøj             |
|     | Danmark |          | Sophie Walløe           |

Oversigt sidst opdateret: 4. september 2019.